# Xestia parasenescens
Xestia parasenescens är en fjärilsart som beskrevs av Hermann Hacker och Weigert 1990. Xestia parasenescens ingår i släktet Xestia och familjen nattflyn. Inga underarter finns listade i Catalogue of Life.